# Célébrations du Millénaire de Ferdowsi

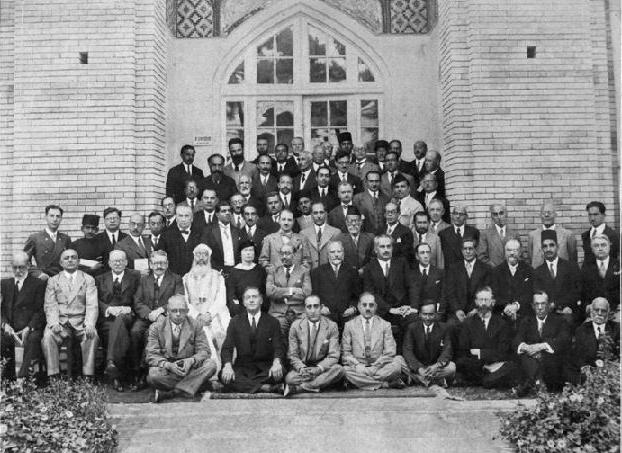
Participants au Congrès du Millénaire de Ferdowsi, à l'entrée de l'auditorium Dār al-fonūn, Téhéran

La célébration du Millénaire de Ferdowsi (en persan : جشن هزاره فردوسی) a été une série de célébrations et de manifestations scientifiques dans l'année 1934 pour fêter le millième anniversaire de la naissance du poète Ferdowsi. Le Millénaire de Ferdowsi a été annoncé au début de l'année par le gouvernement de l'Iran. Le Congrès du Millénaire a eu lieu pendant cinq jours, du 2 au 6 octobre 1934 à Téhéran, et plus de quatre-vingts chercheurs notables Européens et Iraniens ont assisté au congrès. La célébration en elle-même a duré près d'un mois.
Simultanément diverses cérémonies officielles ont eu lieu dans un certain nombre de pays Européens, dont la France, la Grande-Bretagne, l'Allemagne et l'Union Soviétique, dans les universités, les clubs, et les ambassades. Aussi, un certain nombre d'autres pays, dont les États-Unis, l'Égypte et l'Irak ont organisé des festivités.

## Les participants au Congrès du Millénaire

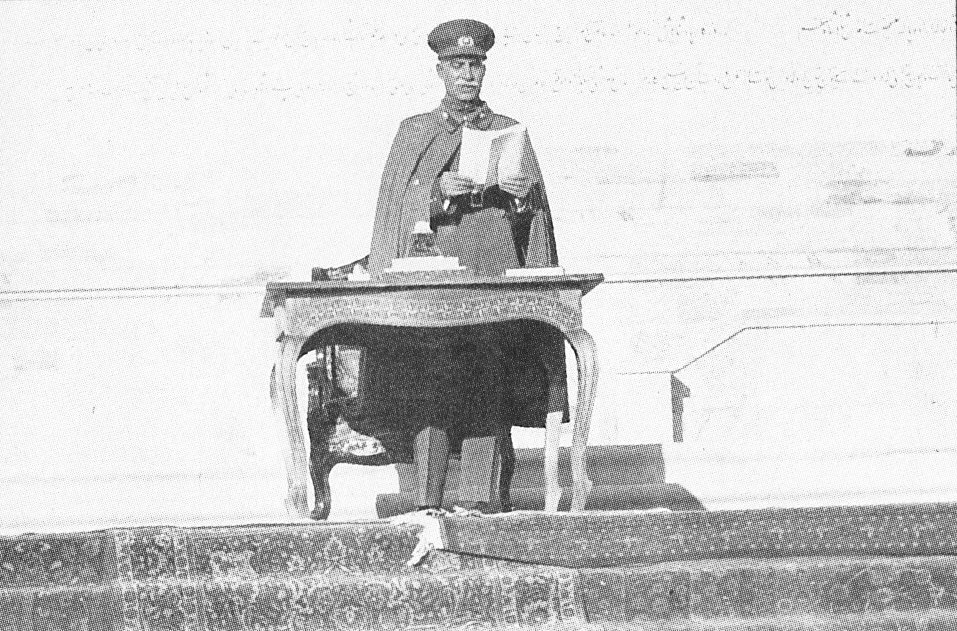
Reza Chah Pahlavi inaugurant l'ouverture au public du mausolée de Ferdowsi en conclusion du congrès du Millénaire de Ferdowsi

Le rassemblement d'une centaine de savants illustres ainsi que de nombreux dignitaires de différentes nationalités à Téhéran et à Mashad était un événement bénéfique pour les études Iraniennes en général et pour la recherche sur Ferdowsi et le Shahnameh en particulier.
Les participants distingués incluaient : Henri Massé (France), Vladimir Minorsky (Angleterre), Sébastien Beck (Allemagne), Evgeniĭ Berthels (Union Soviétique), Georges Contenau (France), Arthur Christensen (Danemark), Friedrich Sarre (Allemagne), Denison Ross (Angleterre), A. A. Bolotnikof (Union Soviétique), Jan Rypka (Tchécoslovaquie), Franklin Gunther (États-unis), Alexsandr Freiman (Union Soviétique), Yuri N. Marr (Union Soviétique), Aleksandr A. Romaskevich (Union Soviétique), Iosif Orbeli (Union Soviétique), Jamshedji Unvala (Inde), Bahramgor Anklesaria (Inde), Antonio Pagliaro (Italie), Ernst Kühnel (Allemagne), L. A. Mayer (Palestine), John Drinkwater (Angleterre), Sayed Abdul-Karim Hussaini (Hyderabad-Deccan, Inde).
La délégation persane, avec une quarantaine de membres, a été dirigée par Mohammad-Ali Foroughi (qui a prononcé le discours inaugural) et comprenait entre autres: Mohammad-Taqi Bahar, Ali Asgar Hekmat, Ahmad Bahmanyar, Abbas Eqbal, Badiozzaman Forouzanfar, Ahmad Kasravi, Mojtaba Minovi, Said Nafisi, Hassan Pirnia, et Ebrahim Pourdavoud. 
Le dernier événement de la célébration a été l'occasion de l'inauguration du nouveau bâtiment pour le mausolée de Ferdowsi dans Tous, par les participants du congrès, avec la présence de Reza Shah Pahlavi.

## Publications scolaires liées au millénaire
Une conséquence importante du millénaire de Ferdowsi a été la publication d'un grand nombre de travaux scientifiques consacrés à l'étude de Ferdowsi et du Shahnameh, notamment:
- Mohammad Ramazani publia le Shahnameh (basé sur l'édition Macan's), un an avant le millénaire (Téhéran, 5 volumes).
- Sayf Azad a édité et publié le Shahnameh et illustré avec des images des anciens rois inspiré par des sculptures Achéménides et Sassanides, sculptures (4 vols., Berlin, 1934-35).
- Henri Massé écrivit Firdausi et l''épopée nationale (Paris, 1934),
- Mohammad-Taqi Bahar publia une collection d'articles sur la vie et les travaux de Ferdowsi et la chronologie du Shahnameh, dans un numéro spécial du mensuel Bāḵtar (Ispahan, 1934)
- Une collection de mémoires présentés par divers chercheurs persans au congrès de Ferdowsī-nāma-vous Mehr (Téhéran, 1934)
- Une collection par des savants arméniens à Erevan sous le titre de Firdusi Žolovacus (célébration de Ferdowsī)
- Une collection créée par des chercheurs Soviétiques intitulé Ferdovsi (Moscou, 1934)
- Célébration de Firdausi (New York, 1934), une collection d'articles qui contenait un très précieux catalogue des principaux manuscrits du Shahnameh alors connus.
- Le volume de la revue française de 1935 Journal Asiatique, consacré à Ferdowsi,
- Un numéro spécial et commémoratif de Īrān-e Bāstān (Berlin, 1936) par Sayf Āzād.
- Une collection de 33 documents lus par les participants au congrès, sous le titre Ketāb-e hazāra-vous Ferdowsī (Téhéran, 1943).

## L'impact du millénaire de Ferdowsi sur les Etudes iraniennes

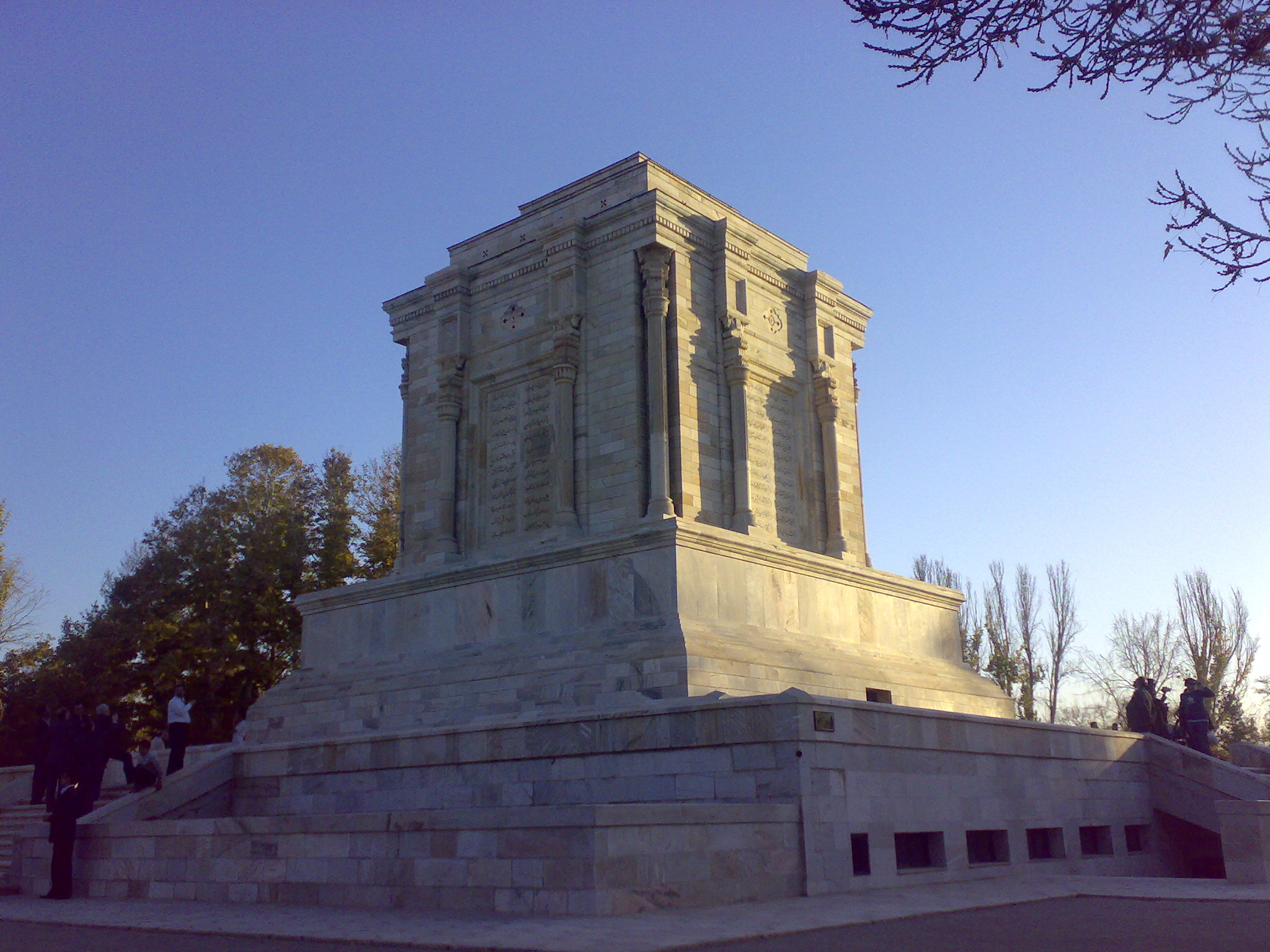
mausolée de Ferdowsi à Tus.

Plusieurs participants du congrès exprimèrent l'avis que le plus grand service que le monde érudit pourrait rendre à la population persanophone serait la publication d'une édition du Shahnameh critique et fiable. La maison d'édition Borūḵīm à Téhéran essayé de répondre à cette attente et a publié le texte complet du Šāh-nāma, basé sur l'éditionVullers et sous la supervision de Mojtaba Minovi, Abbas Eqbal, Solayman Haïm et Said Nafisi.
Fritz Wolff a apporté une contribution importante par la publication de son glossaire du Shahnameh de Ferdowsi (Glossar zu Ferdosis Schahname), qui a été présenté comme un cadeau pour le peuple persan, par l'ambassadeur allemand lors de la première journée du congrès.
Ces contributions ont permis des avancées des bourses des étudiants iraniens, et a conduit à l'apparition d'un certain nombre de travaux universitaires sur Ferdowsi et Shahnameh dans les décennies suivantes.

## Sources
- Encyclopedia Iranica: FERDOWSI, abû'L-QĀSEM iv. MILLÉNAIRE DE LA CÉLÉBRATION
- Ketāb-e hazāra-vous Ferdowsī (en persan), Téhéran de 1943